# 施坦斯峰
施坦斯峰（德语：Stanserhorn），又称石丹峰，是瑞士中部的一座山峰，位于下瓦爾登州，靠近上瓦爾登州边界，峰顶海拔1,898（6,227英尺）。
施坦斯峰是一处热门的旅游目的地，每年4月中旬到11月中旬，从附近的施坦斯镇有登山铁路（建于1891-1893年）和缆车到达。

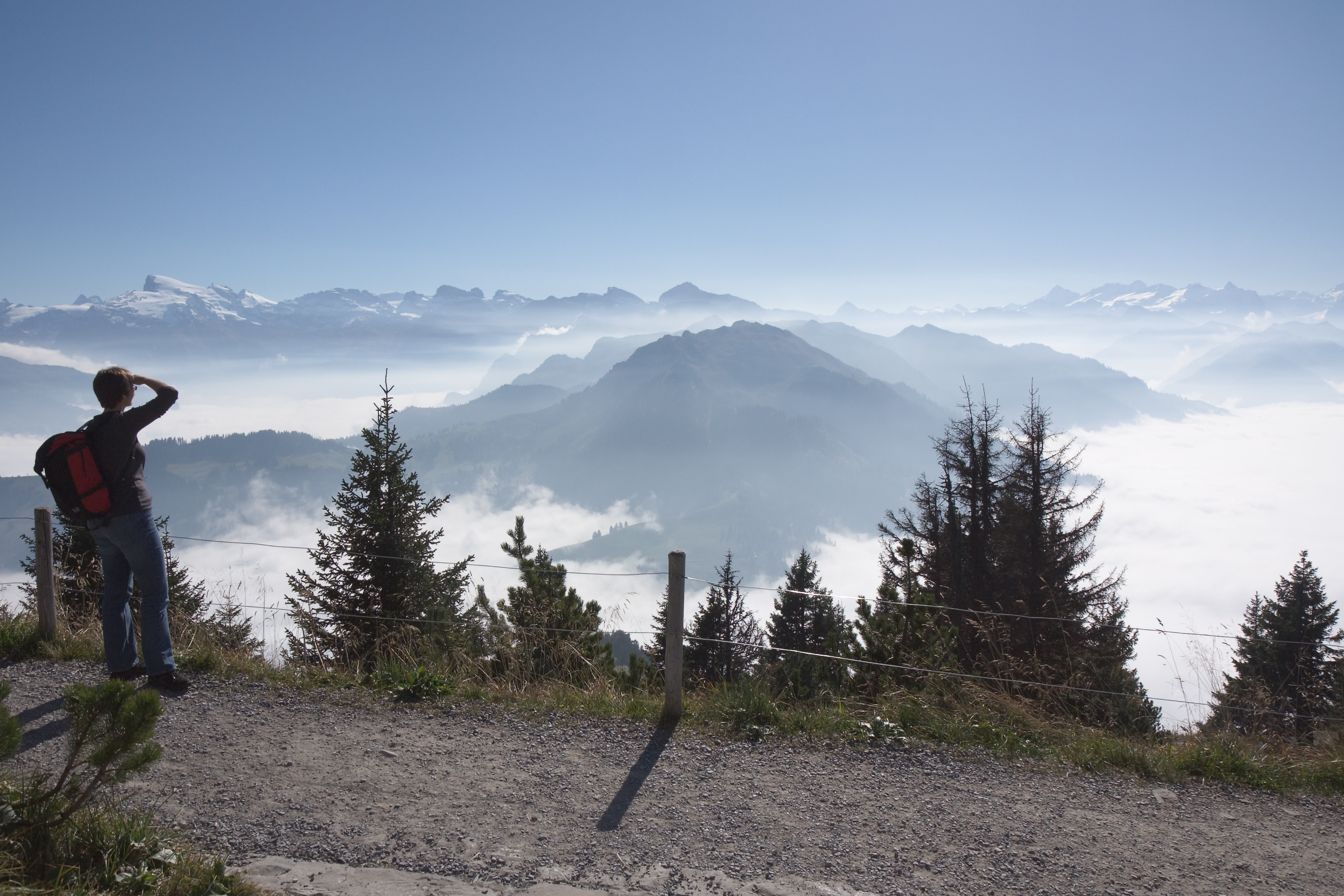
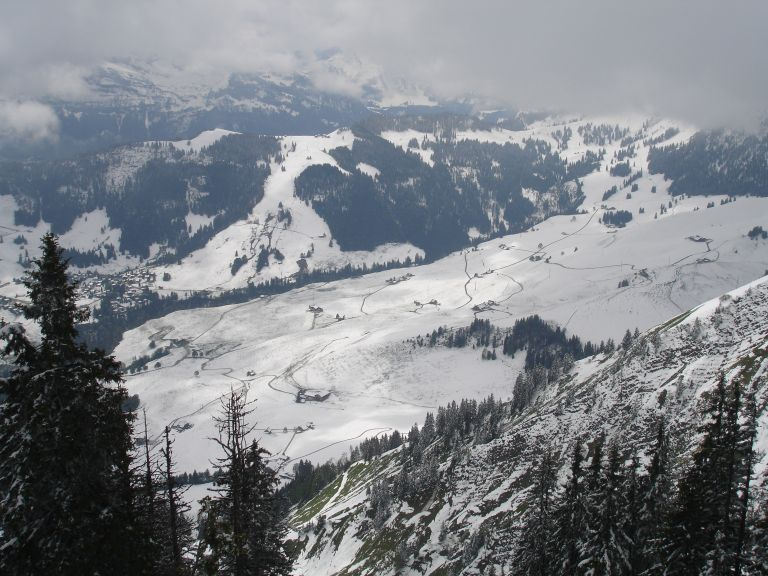
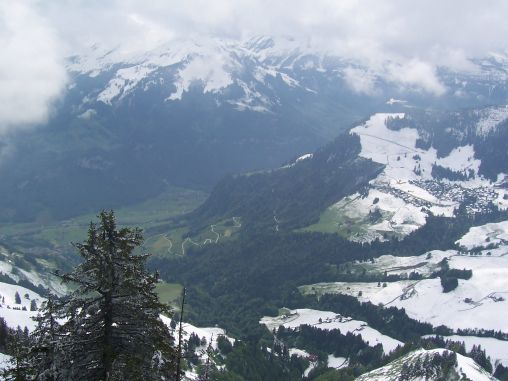
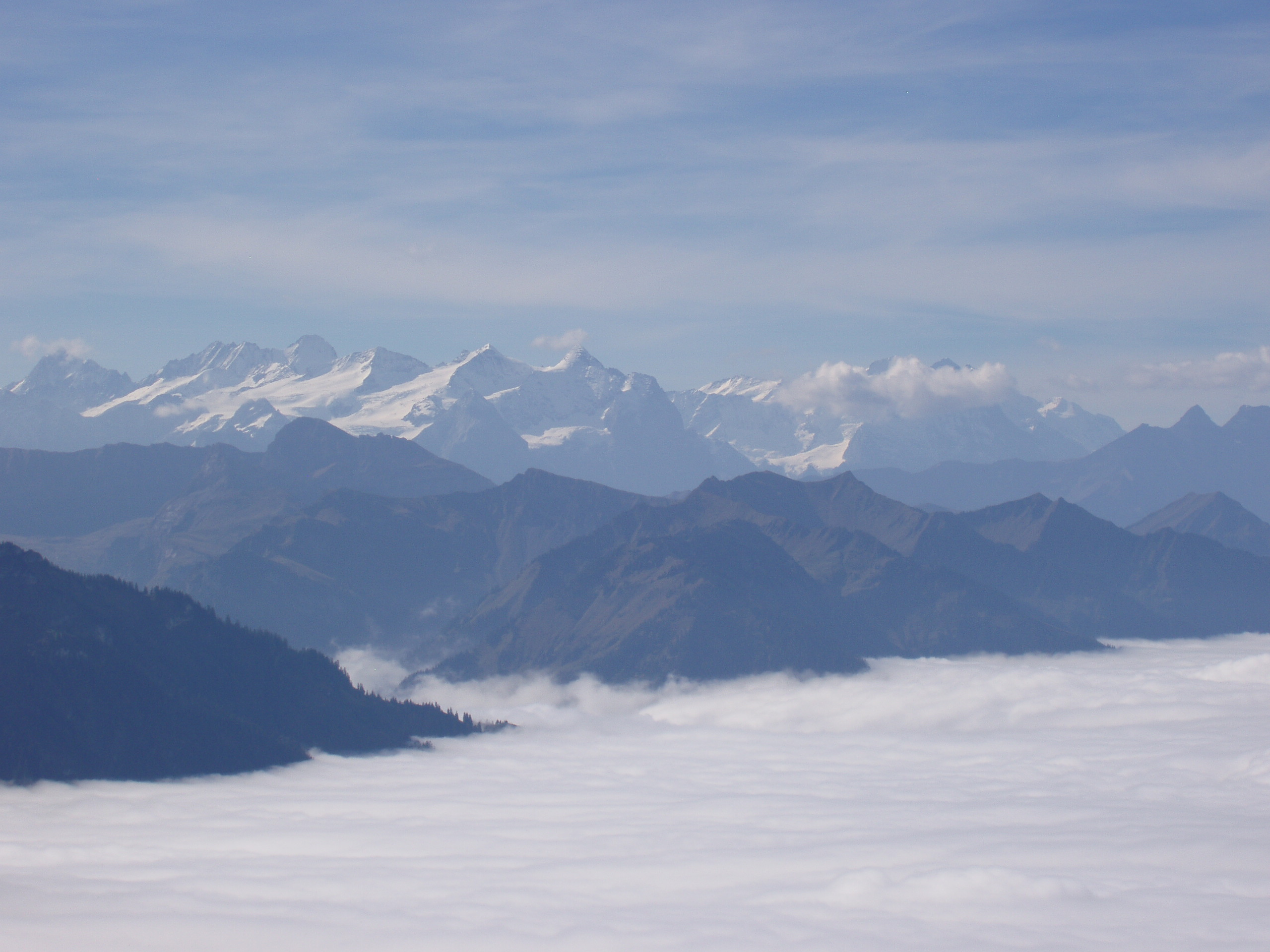
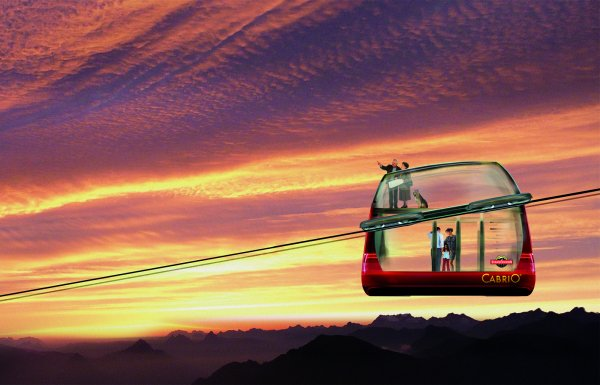
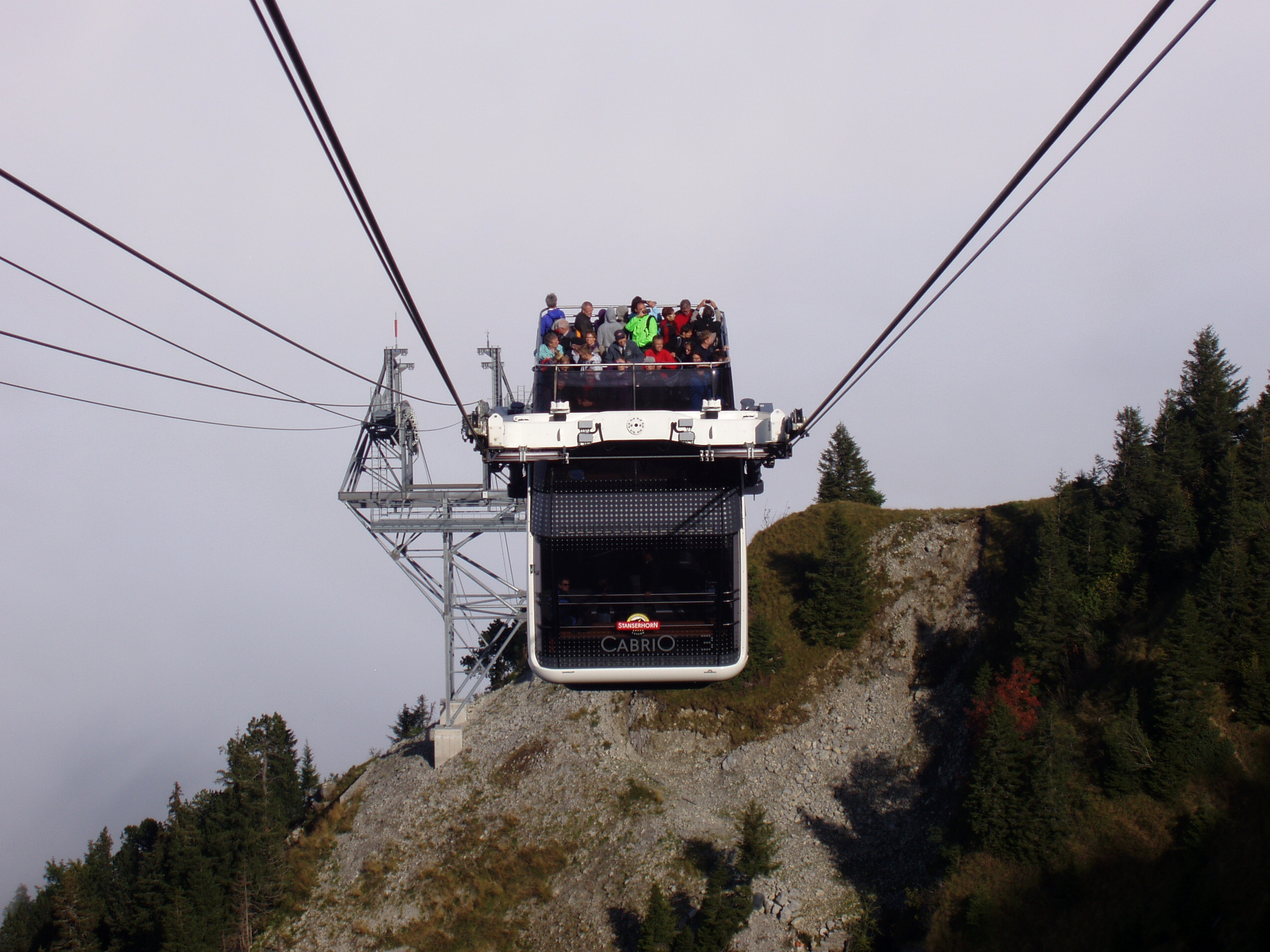
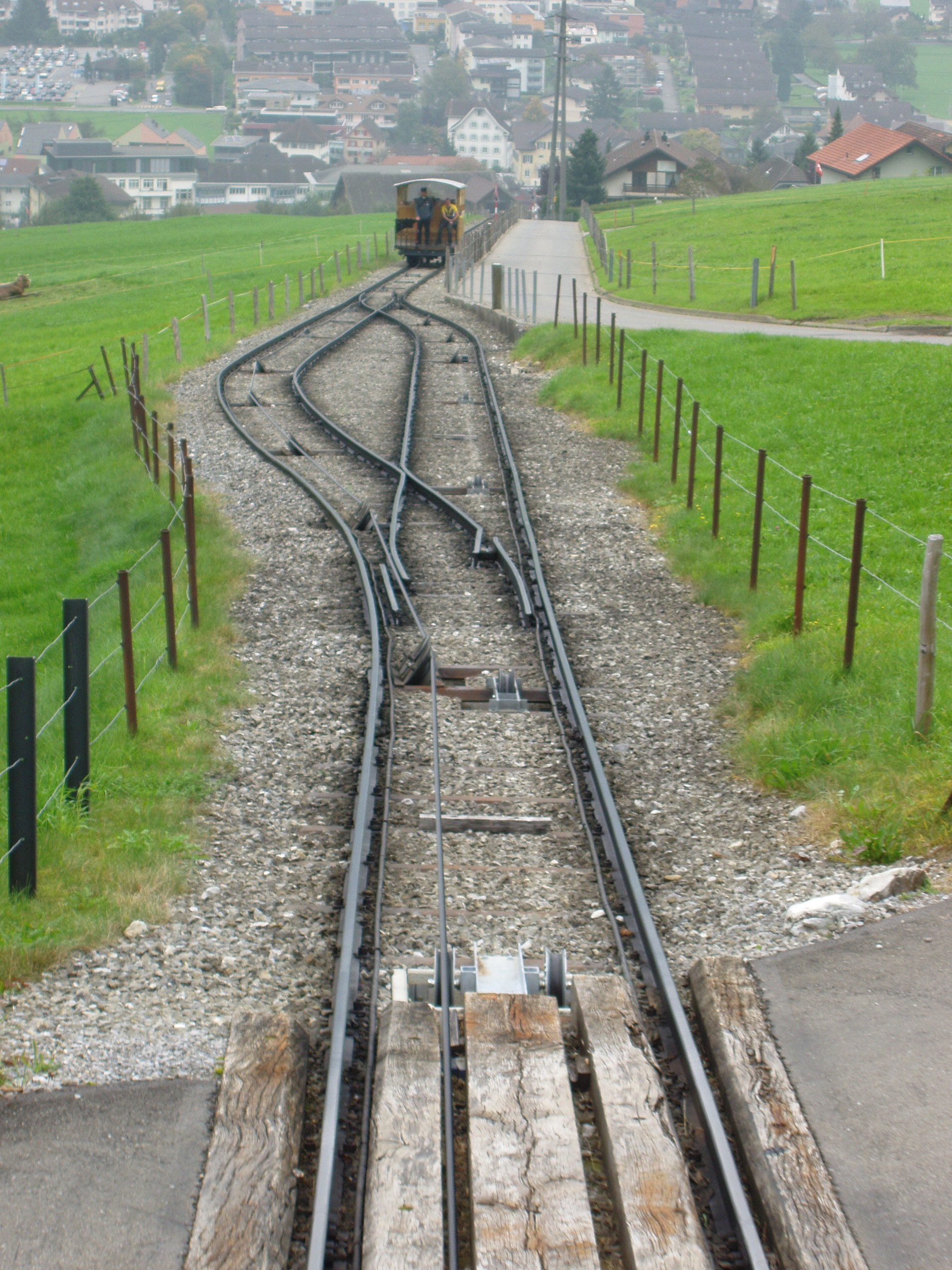